# Berkelium(III)-iodid
Berkelium(III)-iodid ist ein Iodid des künstlichen Elements und Actinoids Berkelium mit der Summenformel BkI3. In diesem Salz tritt Berkelium in der Oxidationsstufe +3 auf.

## Eigenschaften
Berkelium(III)-iodid ist ein gelber Feststoff und kristallisiert im trigonalen Kristallsystem in der Raumgruppe R3 (Nr. 148) mit den Gitterparametern a = 758,4 pm und c = 2087 pm mit sechs Formeleinheiten pro Elementarzelle. Seine Kristallstruktur ist isotyp mit Bismut(III)-iodid.